# Juan Manuel Moreno Bonilla
Juan Manuel Moreno Bonilla (Barcelona, 1 de Maio de 1970) é um político espanhol, atual presidente da Junta da Andaluzia. É graduado em Protocolo e Relações Institucionais pela Universidade Camilo José Cela.